# Porte Saint-Nicolas

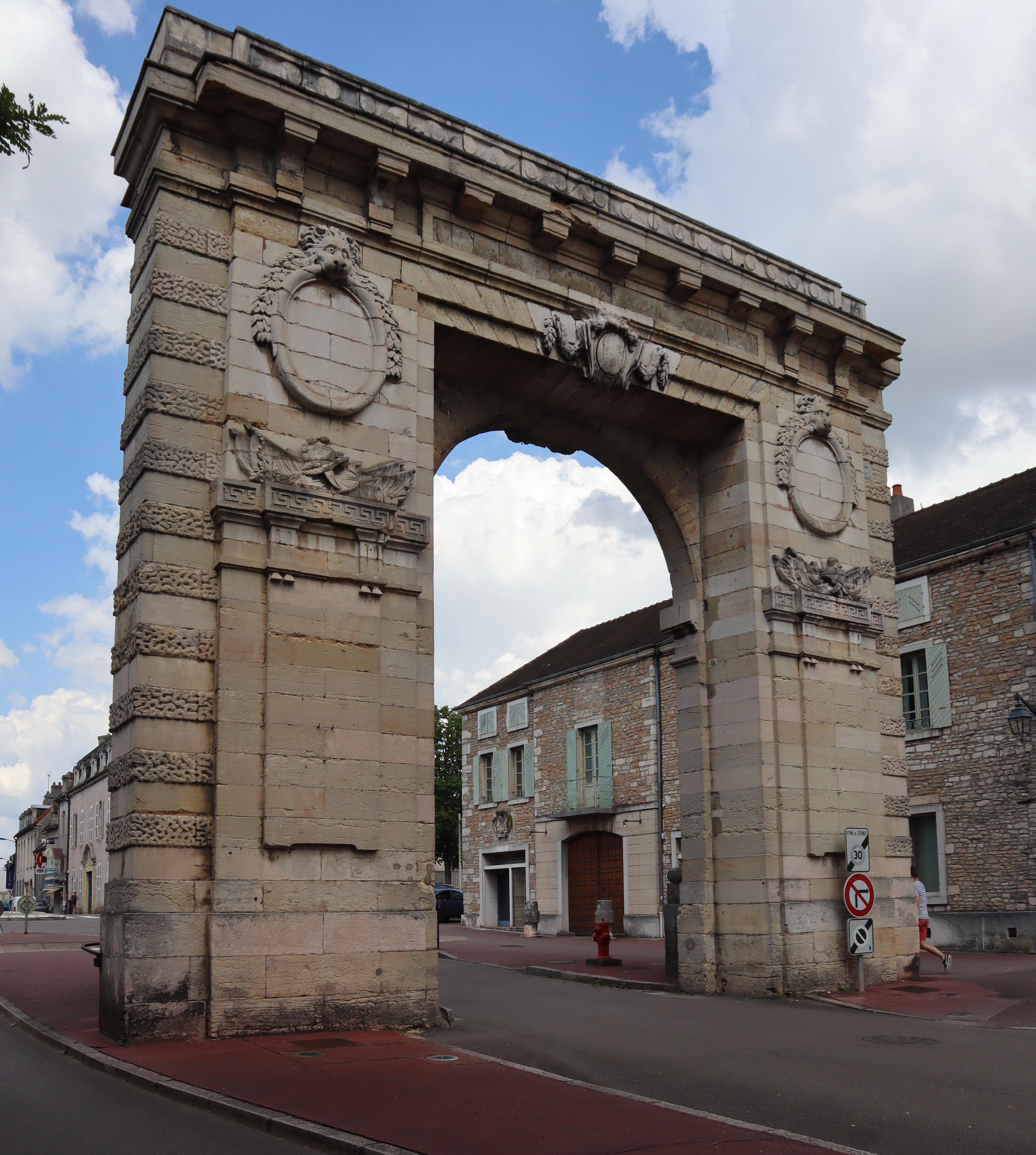
Porte Saint-Nicolas

De Porte Saint-Nicolas is een 18e-eeuwse voormalige stadspoort in de Franse stad Beaune (rue de Lorraine).
Het verkeer dat Beaune langs het noorden binnenging, moest door de Porte du Bourgneuf passeren. Deze poort was versterkt en had een ophaalbrug. Tegen de 18e eeuw had de stadsomwalling van Beaune haar militaire functie verloren. Beaune was versterkt als grensstad met Franche-Comté maar in 1678 was deze streek ingelijfd bij Frankrijk. Burgemeester Jean-François Maufoux wilde een meer eigentijdse poort. De poort in classicistische stijl werd ontworpen door Nicolas Lenoir Le Romain uit Dijon. Met de bouw werd begonnen in 1762 en de poort werd in 1770 ingehuldigd. De poort had een houten poort en maakte toen nog onderdeel uit van de stadsmuur. Voor de poort was de gracht nog niet gedempt en voor de poort was er een vaste brug.
In 1844 werd de oude houten poort vervangen door een metalen hekwerk. In 1866 werd de stadsmuur aan weerszijden van de poort afgebroken en werd ook de naastgelegen portierswoning afgebroken. Ook het hekwerk verdween.
De poort werd beschermd als historisch monument in 1908.